# Bergouey
Bergouey is een gemeente in het Franse departement Landes (regio Nouvelle-Aquitaine) en telt 104 inwoners (2009). De plaats maakt deel uit van het arrondissement Dax.

## Geografie
De oppervlakte van Bergouey bedraagt 4,4 km², de bevolkingsdichtheid is dus 23,6 inwoners per km².
De onderstaande kaart toont de ligging van Bergouey met de belangrijkste infrastructuur en aangrenzende gemeenten.

## Demografie
Onderstaande figuur toont het verloop van het inwonertal (bron: INSEE-tellingen).